# Niall de los nueve rehenes

Escudo con la mano roja perteneciente a Niall de Tír Eoghain (actual Condado de Tyrone).

Niall Noígíallach (del irlandés antiguo "que tiene nueve rehenes" y pronunciado /niː'əl noɪ'jiːəlax/), en inglés: Niall of the Nine Hostages, hijo de Eochaid Mugmedon, fue un rey irlandés, ancestro epónimo de los Uí Néill que dominaron Irlanda entre los siglos VI y X. No disponemos de información fiable acerca del ascenso de las dinastías Uí Néill y sus conquistas en Ulster y Leinster, pero es un tema de considerable estudio.
Aunque se supone que fue un personaje histórico, disponemos de muy poca información contrastada acerca de la vida de Niall. Las fuentes disponibles son genealogías de reyes históricos, el Ciclo de los Reyes, sección del Lebor Gabála Érenn, anales irlandeses como los Anales de los cuatro maestros, crónicas como Feasa ar Éirinn, de Geoffrey Keating, y relatos legendarios como "La aventura de los hijos de Eochaid Mugmedon" y "La muerte de Niall de los Nueve Rehenes". Estos documentos fueron escritos mucho tiempo después de la muerte de Niall y su valor histórico es muy discutible.
Niall aparece en la lista tradicional de Reyes Supremos de Irlanda, y su reinado se sitúa entre finales del siglo IV y comienzos del siglo V. Los Anales de los cuatro maestros sitúan su ascensión al trono en 378 y su muerte en 405. La cronología de Foras Feasa ar Éirinn de Keating coincide aproximadamente, situando su reinado entre 368-395, y asociando sus actividades de saqueo en Gran Bretaña con el secuestro de San Patricio.
De todas formas, el ciclo de los reyes y su cronología es considerado artificial. La Corona Suprema no existió como tal hasta el siglo IX, y el estatus legendario de Niall ha sido exagerado en correlación con la importancia política de su dinastía. Basándose en las genealogías de los Uí Néill y las fechas dadas para sus supuestos hijos y nietos, los historiadores actuales creen probable que viviera unos 50 años después de las fechas tradicionales que se consideran para él, habiendo fallecido en torno al año 450.

## Biografía legendaria

### Primeros años
En la saga del siglo XI Echtra mac nEchach Muimedóin (Las aventuras de los hijos de Eochaid Mugmedon) encontramos un relato de los primeros años de Niall. Según esto, Eochaid Mugmedon, el Rey Supremo de Irlanda, tiene cinco hijos; cuatro (Brion, Ailill, Fiachrae y Fergus) de su primera esposa Mongfind, hermana del rey de Munster y un quinto, Niall, nacido de su segunda esposa Cairenn Chasdub hija de Sachell Balb, rey de los anglosajones.
Cuando Cairenn está preñada de Niall, Mongfind, celosa, la obliga a hacer trabajos pesados, esperando que pierda el niño. Da a luz mientras está llevando agua pero, por miedo a Mongfind, deja al niño en el suelo, expuesto a los pájaros. El bebé es rescatado y criado por un poeta llamado Torna. Cuando Niall crece, regresa a Tara y rescata a su madre del poder de Mongfind.
Aunque es anacrónico que la madre de Niall sea sajona, O'Rahily argumenta que el nombre Cairenn deriva del latín Carina, y esto hace plausible que hubiera podido ser una britana romana. Realmente, Keating la describe, no como una sajona, sino como la "hija del rey de Bretaña. Mongfind parece ser un personaje sobrenatural: la saga "La muerte de Crimthan mac Fidag" cuenta como en el festival de Samhain era llamado comúnmente "Festival de Monfind", y se rezaba en su honor la víspera de Samhain.

### Ascenso
Viendo la fama de Niall entre los nobles de la corte, Mongfind exige a Eochaid que nombre un sucesor, esperando que sea uno de sus hijos. Eochaid encarga la tarea al druida Sithchenn, que prepara una competición entre los hermanos, encerrándolos en una forja al rojo vivo y diciéndoles que salven lo que puedan, y juzgándolos según los objetos que hubieran elegido salvar. Niall, que aparece con un yunque, es considerado mejor que Brión, con un martillo, Fiahcrae con un fuelle y una tina de cerveza, Ailill con un escudo, y Fergus con un haz de leña. Mongfind se niega aceptar la decisión.
Sithchenn lleva a los hermanos al herrero, que fabrica armas para ellos y los envía a cazar. Cada hermano busca agua y encuentra un pozo guardado por una hechicera horrible que les pide un beso a cambio de agua. Fergus y Ailill se niegan y vuelven con las manos vacías. Fiachrae le da un pequeño beso, pero no es suficiente para satisfacerla. Solo Niall la besa de verdad, y la bruja se convierte en una hermosa doncella, la Soberanía de Irlanda. Concede a Niall, no sólo el agua, sino la corona por muchas generaciones -veintiséis de sus descendientes serán Reyes Supremos de Irlanda. A Fiachrae le concede un linaje real secundario -dos de sus descendientes Nath Í y Ailill Molt llegarán a ser soberanos de Irlanda.
Este motivo de la "dama repulsiva" aparece mitologías y folklores de todo el mundo. Variaciones de esta historia se cuentan en el relato acerca del Rey Supremo Irlandés Lugaid Laigde, en el ciclo artúrico - como en "El cuento de la esposa de Bath" de Geoffrey Chaucer y en "El romance de sir Gawain y la Dama Ragnel" - así como en el pelma "Confessio Amantis" de John Gower.
En otra historia, el problema sucesorio no está resuelto a la muerte de Eochaid, y el hermano de Mongfind, Crimthann, se hace con el poder. Pero mientras está de viaje en sus tierras escocesas, los hijos de Mongfind conquistan Irlanda. Crimthann vuelve a Irlanda para presentar batalla. Mongfind, tratando de lograr la paz, celebra un festín, en el que sirve a Crimthann una bebida envenenada. Crimthan se niega a beber a menos que Mongfind también lo haga; ambos beben y ambos mueren. Niall se corona como Rey Supremo y Brión se convierte en su lugarteniente. En otra versión, Mongfind trata de envenenar a Niall, pero bebe la poción por error y se envenena a sí misma.
Durante el reinado de Niall, sus hermanos se establecen como reyes locales. Brión gobierna Connacht, pero Fiachrae entra en guerra con él. Brión le vence y se lo entrega como prisionero a Niall, pero Nath Í, hijo de Fiachrae, consigue derrotar y matar a Brión. Niall libera a Fiachrae, que ocupa el trono de Connacht. Más adelante, Fiachrae y Ailill, otro de sus hermanos, comienzan una guerra contra el hijo de Crimthann, Eochaid, rey de Munster. Consiguen derrotarle, pero Fiachrae resulta gravemente herido y muere poco después. Los hombres de Munster prosiguen la guerra, y capturan y descuartizan a Ailill; la guerra entre Munster y Connact se prolongará por muchos años.

### Muerte
Según el Lebor Gabála Érenn existió una guerra entre Niall y Énnae Cennsalach, rey de Leinster, y ancestro epónimo de los Uí Cheinnselaig, acerca del bórama, un tríbuto impuesto a Leinster por el rey Túathal Techtmar y que se pagaba en ganado. El hijo de Énna Eochaid aparece como el autor de la muerte de Niall en todas las fuentes, aunque las circunstancias varían. Todos los registros coinciden en señalar que Niall muere fuera de Irlanda. La versión más antigua del Lebor Gábala sitúa la muerte de Niall en el Canal de la Mancha; versiones posteriores nos muestran a Neill intentando invadir Gran Bretaña en ese momento. Keating, citando una vida de San Patricio, afirma que Niall realizaba incursiones de pillaje contra la Britania Romana, en una de las cuales secuestró a Patricio y a sus hermanas. Keating asocia estos ataques con los mencionados por Gildas y Bede.
En la saga "La muerte de Niall de los Nueve Rehenes", la enemistad entre Eochaid y Niall comienza cuando el poeta de corte de Niall, Laidcenn mac Bairchid niega su hospitalidad a Eochaid, que destruye la fortaleza del poeta y mata a su hijo Leat. Laidchenn responde satirizando a Leinster para que no crezca ni grano ni hojas ni hierba durante un año. Niall entra en guerra con Leinster, y accede a concluirla bajo la condición de que se le entregue a Eochaid. Niall encadena a Eochaid a una piedra y envía nueve guerreros para ejecutarle, pero Eochaid consigue romper la cadena y matar a los soldados. Entonces, mata a Laidchenn lanzándole una piedra a la frente. Niall lo destierra a Escocia. La historia se hace confusa: Niall entra en guerra en Europa, y lo encontramos batallando en los Alpes; los romanos envían un embajador a parlamentar con él. De repente, Niall aparece en Escocia, en una asamblea de bardos pictos, donde una flecha lanzada por Eochaid desde el otro extremo del valle le mata. Keating cuenta que Eochaid disparó a Niall desde la otra orilla del Loira durante su campaña europea.
Sus hombres llevan su cuerpo a Irlanda, luchando siete batallas por el camino, y su padre adoptivo, Torna, muere de pena. Se dice que su cuerpo fue enterrado en Ochann, conocido hora como Faughan Hill, en Meath. Le sucede su sobrino Nath Í.
Byrne sugiere que la muerte de Niall tuvo lugar durante un asalto a la Britania romana. La tradición irlandesa había olvidado que los romanos una vez gobernaron Gran Bretaña, y reubicaron sus confrontaciones con el imperio en la Europa continental, confundiendo Alba, el antiguo nombre de Britania, con Elpa, los Alpes, o asociándolo con el posterior significado de Alba, que designaría las tierras de Escocia. Un poema del siglo XI, incluido en el Libro de Leinster, habla de siete expediciones de saqueo de Niall a Britania, en la última de las cuales fue asesinado por Eochaid "sobre las olas del Mar Ictio"; otro poema atribuido al mismo poeta, e incluido en el Libro de la vaca parda, nos dice que fue siete veces a los Alpes.

### Familia
Keating considera dos esposas para Niall: Inne, hija de Lugaid y madre de Fiachu; y Rignach, de la que tuvo siete hijos: Lóegaire, Éndae, Maine, Eógan, Conall Gulban, Conall Cremthainne y Coirpre. Estos hijos serán los ancestros epónimos de las distintas dinastías Uí Néill;  Eógan de los Cenél nEógain, Conall Gulban de los Cenél Conaill y Éndae de los Cenél Endáe, que se convertirán en los Uí Néill del norte; Fiachu de la dinastía Cenél Fiachach, Lóegaire (el rey del que se dijo fue convertido por San Patricio de los Cenél Lóegaire, Maine de los Uí Maine, Conall Cremthainne de los Clann Cholmáin y de los Síl nÁedo Sláine, y Coirpre de los Cenél Coirpri, que formarán los Uí Néill del sur.

## Orígenes del sobrenombre
Hay varias versiones acerca de por qué Niall fue llamado Noígíallach. La saga "La muerte de Niall de los Nueve Rehenes", afirma que recibió cinco rehenes de las cinco provincias de Irlanda (Ulster, Connacht, Leinster, Munster y Meath), uno de Escocia, de los sajones, britanos y de los francos. Keating nos dice que recibió cinco de Irlanda y cuatro de Escocia. O'Rahilly sugiere que los nueve rehenes procedía del reino de Airgíalla (literalmente, los que dan rehenes), un estado satélite fundado tras la conquista del Ulster por los Uí Néill, señalando que el antiguo tratado irlandés Lebor na gCeart ("Libro de los derechos") establece que el único servicio que Airgialla debía pagar al rey de Irlanda era darles nueve rehenes.

## Descendientes
Entre su descendencia se incluyen su tataranieto San Columba, San Maél Ruba, los reyes de Escocia, los reyes de Ailech, los reyes de Tir Eogain, los reyes de Tir Conaill, los jefes gaélicos Hugh O'Neill, Red Hugh O'Donnell, los líderes militares Owen Roe O'Neill, Hugh Dubh O'Neill y Sir Phelim O'Neill, el Primado de Irlanda Aodh MacCathmhaoil (también conocido como Hugh MacCaghwell), el primer ministro español Leopoldo O'Donnell décimo Duque de Tetuán, Sir Cahir O'Doherty, Sir Donnell Ballagh O'Cahan, el músico Turlough O'Cahan, Shane O'Neill, Sir William Johnson de los O'Neill de los Fews, además de numerosos oficiales en los ejércitos de Francia, España, y el Imperio austrohúngaro. Incluso la familia real británica afirma tener un vínculo.

## Árbol genealógico
En negrita los reyes supremos.
|          |          | Túathal Techtmar  |               |               |               |               |               |  |  |          |          |          |          |                  |                  |                  |                  |                        |                        |                        |                        |                        |                        |  |  |                   |                   |                   |                   |                   |                   |         |         |                      |                      |                      |                      |                      |                      |  |  |       |       |       |       |                       |                       |                       |                       |                       |                       |                    |                    |                    |                    |        |        |        |        |        |        |        |        |  |  |  |  |  |  |  |  |  |  |  |  |  |  |  |  |  |  |  |  |  |  |  |  |  |  |  |  |  |  |  |  |  |  |  |  |  |  |  |  |  |  |  |  |
|          |          |                   |               |               |               |               |               |  |  |          |          |          |          |                  |                  |                  |                  |                        |                        |                        |                        |                        |                        |  |  |                   |                   |                   |                   |                   |                   |         |         |                      |                      |                      |                      |                      |                      |  |  |       |       |       |       |                       |                       |                       |                       |                       |                       |                    |                    |                    |                    |        |        |        |        |        |        |        |        |  |  |  |  |  |  |  |  |  |  |  |  |  |  |  |  |  |  |  |  |  |  |  |  |  |  |  |  |  |  |  |  |  |  |  |  |  |  |  |  |  |  |  |  |
|          |          | Fedlimid Rechtmar |               |               |               |               |               |  |  |          |          |          |          |                  |                  |                  |                  |                        |                        |                        |                        |                        |                        |  |  |                   |                   |                   |                   |                   |                   |         |         |                      |                      |                      |                      |                      |                      |  |  |       |       |       |       |                       |                       |                       |                       |                       |                       |                    |                    |                    |                    |        |        |        |        |        |        |        |        |  |  |  |  |  |  |  |  |  |  |  |  |  |  |  |  |  |  |  |  |  |  |  |  |  |  |  |  |  |  |  |  |  |  |  |  |  |  |  |  |  |  |  |  |
|          |          |                   |               |               |               |               |               |  |  |          |          |          |          |                  |                  |                  |                  |                        |                        |                        |                        |                        |                        |  |  |                   |                   |                   |                   |                   |                   |         |         |                      |                      |                      |                      |                      |                      |  |  |       |       |       |       |                       |                       |                       |                       |                       |                       |                    |                    |                    |                    |        |        |        |        |        |        |        |        |  |  |  |  |  |  |  |  |  |  |  |  |  |  |  |  |  |  |  |  |  |  |  |  |  |  |  |  |  |  |  |  |  |  |  |  |  |  |  |  |  |  |  |  |
|          |          | Conn Cétchathach  |               |               |               |               |               |  |  |          |          |          |          |                  |                  |                  |                  |                        |                        |                        |                        |                        |                        |  |  |                   |                   |                   |                   |                   |                   |         |         |                      |                      |                      |                      |                      |                      |  |  |       |       |       |       |                       |                       |                       |                       |                       |                       |                    |                    |                    |                    |        |        |        |        |        |        |        |        |  |  |  |  |  |  |  |  |  |  |  |  |  |  |  |  |  |  |  |  |  |  |  |  |  |  |  |  |  |  |  |  |  |  |  |  |  |  |  |  |  |  |  |  |
|          |          |                   |               |               |               |               |               |  |  |          |          |          |          |                  |                  |                  |                  |                        |                        |                        |                        |                        |                        |  |  |                   |                   |                   |                   |                   |                   |         |         |                      |                      |                      |                      |                      |                      |  |  |       |       |       |       |                       |                       |                       |                       |                       |                       |                    |                    |                    |                    |        |        |        |        |        |        |        |        |  |  |  |  |  |  |  |  |  |  |  |  |  |  |  |  |  |  |  |  |  |  |  |  |  |  |  |  |  |  |  |  |  |  |  |  |  |  |  |  |  |  |  |  |
|          |          |                   |               |               |               |               |               |  |  |          |          |          |          |                  |                  |                  |                  |                        |                        |                        |                        |                        |                        |  |  |                   |                   |                   |                   |                   |                   |         |         |                      |                      |                      |                      |                      |                      |  |  |       |       |       |       |                       |                       |                       |                       |                       |                       |                    |                    |                    |                    |        |        |        |        |        |        |        |        |  |  |  |  |  |  |  |  |  |  |  |  |  |  |  |  |  |  |  |  |  |  |  |  |  |  |  |  |  |  |  |  |  |  |  |  |  |  |  |  |  |  |  |  |
|          |          | Art mac Cuinn     | Art mac Cuinn | Art mac Cuinn | Art mac Cuinn | Art mac Cuinn | Art mac Cuinn |  |  | Son      | Son      | Son      | Son      | Son              | Son              |                  |                  | Son                    | Son                    | Son                    | Son                    | Son                    | Son                    |  |  | Son               | Son               | Son               | Son               | Son               | Son               |         |         | Son                  | Son                  | Son                  | Son                  | Son                  | Son                  |  |  |       |       |       |       |                       |                       |                       |                       |                       |                       |                    |                    |                    |                    |        |        |        |        |        |        |        |        |  |  |  |  |  |  |  |  |  |  |  |  |  |  |  |  |  |  |  |  |  |  |  |  |  |  |  |  |  |  |  |  |  |  |  |  |  |  |  |  |  |  |  |  |
|          |          | Art mac Cuinn     | Art mac Cuinn | Art mac Cuinn | Art mac Cuinn | Art mac Cuinn | Art mac Cuinn |  |  | Son      | Son      | Son      | Son      | Son              | Son              |                  |                  | Son                    | Son                    | Son                    | Son                    | Son                    | Son                    |  |  | Son               | Son               | Son               | Son               | Son               | Son               |         |         | Son                  | Son                  | Son                  | Son                  | Son                  | Son                  |  |  |       |       |       |       |                       |                       |                       |                       |                       |                       |                    |                    |                    |                    |        |        |        |        |        |        |        |        |  |  |  |  |  |  |  |  |  |  |  |  |  |  |  |  |  |  |  |  |  |  |  |  |  |  |  |  |  |  |  |  |  |  |  |  |  |  |  |  |  |  |  |  |
|          |          | Cormac mac Airt   |               |               |               |               |               |  |  |          |          |          |          |                  |                  |                  |                  |                        |                        |                        |                        |                        |                        |  |  |                   |                   |                   |                   |                   |                   |         |         |                      |                      |                      |                      |                      |                      |  |  |       |       |       |       |                       |                       |                       |                       |                       |                       |                    |                    |                    |                    |        |        |        |        |        |        |        |        |  |  |  |  |  |  |  |  |  |  |  |  |  |  |  |  |  |  |  |  |  |  |  |  |  |  |  |  |  |  |  |  |  |  |  |  |  |  |  |  |  |  |  |  |
|          |          |                   |               |               |               |               |               |  |  |          |          |          |          |                  |                  |                  |                  |                        |                        |                        |                        |                        |                        |  |  |                   |                   |                   |                   |                   |                   |         |         |                      |                      |                      |                      |                      |                      |  |  |       |       |       |       |                       |                       |                       |                       |                       |                       |                    |                    |                    |                    |        |        |        |        |        |        |        |        |  |  |  |  |  |  |  |  |  |  |  |  |  |  |  |  |  |  |  |  |  |  |  |  |  |  |  |  |  |  |  |  |  |  |  |  |  |  |  |  |  |  |  |  |
|          |          | Cairbre Lifechair |               |               |               |               |               |  |  |          |          |          |          |                  |                  |                  |                  |                        |                        |                        |                        |                        |                        |  |  |                   |                   |                   |                   |                   |                   |         |         |                      |                      |                      |                      |                      |                      |  |  |       |       |       |       |                       |                       |                       |                       |                       |                       |                    |                    |                    |                    |        |        |        |        |        |        |        |        |  |  |  |  |  |  |  |  |  |  |  |  |  |  |  |  |  |  |  |  |  |  |  |  |  |  |  |  |  |  |  |  |  |  |  |  |  |  |  |  |  |  |  |  |
|          |          |                   |               |               |               |               |               |  |  |          |          |          |          |                  |                  |                  |                  |                        |                        |                        |                        |                        |                        |  |  |                   |                   |                   |                   |                   |                   |         |         |                      |                      |                      |                      |                      |                      |  |  |       |       |       |       |                       |                       |                       |                       |                       |                       |                    |                    |                    |                    |        |        |        |        |        |        |        |        |  |  |  |  |  |  |  |  |  |  |  |  |  |  |  |  |  |  |  |  |  |  |  |  |  |  |  |  |  |  |  |  |  |  |  |  |  |  |  |  |  |  |  |  |
|          |          | Fíacha Sroiptine  |               |               |               |               |               |  |  |          |          |          |          |                  |                  |                  |                  |                        |                        |                        |                        |                        |                        |  |  |                   |                   |                   |                   |                   |                   |         |         |                      |                      |                      |                      |                      |                      |  |  |       |       |       |       |                       |                       |                       |                       |                       |                       |                    |                    |                    |                    |        |        |        |        |        |        |        |        |  |  |  |  |  |  |  |  |  |  |  |  |  |  |  |  |  |  |  |  |  |  |  |  |  |  |  |  |  |  |  |  |  |  |  |  |  |  |  |  |  |  |  |  |
|          |          |                   |               |               |               |               |               |  |  |          |          |          |          |                  |                  |                  |                  |                        |                        |                        |                        |                        |                        |  |  |                   |                   |                   |                   |                   |                   |         |         |                      |                      |                      |                      |                      |                      |  |  |       |       |       |       |                       |                       |                       |                       |                       |                       |                    |                    |                    |                    |        |        |        |        |        |        |        |        |  |  |  |  |  |  |  |  |  |  |  |  |  |  |  |  |  |  |  |  |  |  |  |  |  |  |  |  |  |  |  |  |  |  |  |  |  |  |  |  |  |  |  |  |
|          |          | Muiredach Tirech  |               |               |               |               |               |  |  |          |          |          |          |                  |                  |                  |                  |                        |                        |                        |                        |                        |                        |  |  |                   |                   |                   |                   |                   |                   |         |         |                      |                      |                      |                      |                      |                      |  |  |       |       |       |       |                       |                       |                       |                       |                       |                       |                    |                    |                    |                    |        |        |        |        |        |        |        |        |  |  |  |  |  |  |  |  |  |  |  |  |  |  |  |  |  |  |  |  |  |  |  |  |  |  |  |  |  |  |  |  |  |  |  |  |  |  |  |  |  |  |  |  |
|          |          |                   |               |               |               |               |               |  |  |          |          |          |          |                  |                  |                  |                  |                        |                        |                        |                        |                        |                        |  |  |                   |                   |                   |                   |                   |                   |         |         |                      |                      |                      |                      |                      |                      |  |  |       |       |       |       |                       |                       |                       |                       |                       |                       |                    |                    |                    |                    |        |        |        |        |        |        |        |        |  |  |  |  |  |  |  |  |  |  |  |  |  |  |  |  |  |  |  |  |  |  |  |  |  |  |  |  |  |  |  |  |  |  |  |  |  |  |  |  |  |  |  |  |
|          |          |                   |               |               |               |               |               |  |  |          |          |          |          |                  |                  |                  |                  |                        |                        |                        |                        |                        |                        |  |  |                   |                   |                   |                   |                   |                   |         |         |                      |                      |                      |                      |                      |                      |  |  |       |       |       |       |                       |                       |                       |                       |                       |                       |                    |                    |                    |                    |        |        |        |        |        |        |        |        |  |  |  |  |  |  |  |  |  |  |  |  |  |  |  |  |  |  |  |  |  |  |  |  |  |  |  |  |  |  |  |  |  |  |  |  |  |  |  |  |  |  |  |  |
| Mongfind | Mongfind | Mongfind          | Mongfind      | Mongfind      | Mongfind      |               |               |  |  |          |          |          |          | Eochaid Mugmedon | Eochaid Mugmedon | Eochaid Mugmedon | Eochaid Mugmedon | Eochaid Mugmedon       | Eochaid Mugmedon       |                        |                        |                        |                        |  |  |                   |                   |                   |                   | Cairenn           | Cairenn           | Cairenn | Cairenn | Cairenn              | Cairenn              |                      |                      |                      |                      |  |  |       |       |       |       |                       |                       |                       |                       |                       |                       |                    |                    |                    |                    |        |        |        |        |        |        |        |        |  |  |  |  |  |  |  |  |  |  |  |  |  |  |  |  |  |  |  |  |  |  |  |  |  |  |  |  |  |  |  |  |  |  |  |  |  |  |  |  |  |  |  |  |
| Mongfind | Mongfind | Mongfind          | Mongfind      | Mongfind      | Mongfind      |               |               |  |  |          |          |          |          | Eochaid Mugmedon | Eochaid Mugmedon | Eochaid Mugmedon | Eochaid Mugmedon | Eochaid Mugmedon       | Eochaid Mugmedon       |                        |                        |                        |                        |  |  |                   |                   |                   |                   | Cairenn           | Cairenn           | Cairenn | Cairenn | Cairenn              | Cairenn              |                      |                      |                      |                      |  |  |       |       |       |       |                       |                       |                       |                       |                       |                       |                    |                    |                    |                    |        |        |        |        |        |        |        |        |  |  |  |  |  |  |  |  |  |  |  |  |  |  |  |  |  |  |  |  |  |  |  |  |  |  |  |  |  |  |  |  |  |  |  |  |  |  |  |  |  |  |  |  |
|          |          |                   |               |               |               |               |               |  |  |          |          |          |          |                  |                  |                  |                  |                        |                        |                        |                        |                        |                        |  |  |                   |                   |                   |                   |                   |                   |         |         |                      |                      |                      |                      |                      |                      |  |  |       |       |       |       |                       |                       |                       |                       |                       |                       |                    |                    |                    |                    |        |        |        |        |        |        |        |        |  |  |  |  |  |  |  |  |  |  |  |  |  |  |  |  |  |  |  |  |  |  |  |  |  |  |  |  |  |  |  |  |  |  |  |  |  |  |  |  |  |  |  |  |
|          |          |                   |               |               |               |               |               |  |  |          |          |          |          |                  |                  |                  |                  |                        |                        |                        |                        |                        |                        |  |  |                   |                   |                   |                   |                   |                   |         |         |                      |                      |                      |                      |                      |                      |  |  |       |       |       |       |                       |                       |                       |                       |                       |                       |                    |                    |                    |                    |        |        |        |        |        |        |        |        |  |  |  |  |  |  |  |  |  |  |  |  |  |  |  |  |  |  |  |  |  |  |  |  |  |  |  |  |  |  |  |  |  |  |  |  |  |  |  |  |  |  |  |  |
|          |          | Brion             | Brion         | Brion         | Brion         | Brion         | Brion         |  |  | Fiachrae | Fiachrae | Fiachrae | Fiachrae | Fiachrae         | Fiachrae         |                  |                  | Ailill                 | Ailill                 | Ailill                 | Ailill                 | Ailill                 | Ailill                 |  |  | Niall Noigíallach | Niall Noigíallach | Niall Noigíallach | Niall Noigíallach | Niall Noigíallach | Niall Noigíallach |         |         | Fergus               | Fergus               | Fergus               | Fergus               | Fergus               | Fergus               |  |  |       |       |       |       |                       |                       |                       |                       |                       |                       |                    |                    |                    |                    |        |        |        |        |        |        |        |        |  |  |  |  |  |  |  |  |  |  |  |  |  |  |  |  |  |  |  |  |  |  |  |  |  |  |  |  |  |  |  |  |  |  |  |  |  |  |  |  |  |  |  |  |
|          |          | Brion             | Brion         | Brion         | Brion         | Brion         | Brion         |  |  | Fiachrae | Fiachrae | Fiachrae | Fiachrae | Fiachrae         | Fiachrae         |                  |                  | Ailill                 | Ailill                 | Ailill                 | Ailill                 | Ailill                 | Ailill                 |  |  | Niall Noigíallach | Niall Noigíallach | Niall Noigíallach | Niall Noigíallach | Niall Noigíallach | Niall Noigíallach |         |         | Fergus               | Fergus               | Fergus               | Fergus               | Fergus               | Fergus               |  |  |       |       |       |       |                       |                       |                       |                       |                       |                       |                    |                    |                    |                    |        |        |        |        |        |        |        |        |  |  |  |  |  |  |  |  |  |  |  |  |  |  |  |  |  |  |  |  |  |  |  |  |  |  |  |  |  |  |  |  |  |  |  |  |  |  |  |  |  |  |  |  |
|          |          |                   |               |               |               |               |               |  |  |          |          |          |          |                  |                  |                  |                  |                        |                        |                        |                        |                        |                        |  |  |                   |                   |                   |                   |                   |                   |         |         |                      |                      |                      |                      |                      |                      |  |  |       |       |       |       |                       |                       |                       |                       |                       |                       |                    |                    |                    |                    |        |        |        |        |        |        |        |        |  |  |  |  |  |  |  |  |  |  |  |  |  |  |  |  |  |  |  |  |  |  |  |  |  |  |  |  |  |  |  |  |  |  |  |  |  |  |  |  |  |  |  |  |
|          |          | Conall Gulban     | Conall Gulban | Conall Gulban | Conall Gulban | Conall Gulban | Conall Gulban |  |  | Endae    | Endae    | Endae    | Endae    | Endae            | Endae            |                  |                  | Eogan                  | Eogan                  | Eogan                  | Eogan                  | Eogan                  | Eogan                  |  |  | Coirpre           | Coirpre           | Coirpre           | Coirpre           | Coirpre           | Coirpre           |         |         | Lóegaire             | Lóegaire             | Lóegaire             | Lóegaire             | Lóegaire             | Lóegaire             |  |  | Maine | Maine | Maine | Maine | Maine                 | Maine                 |                       |                       | Conall Cremthainne    | Conall Cremthainne    | Conall Cremthainne | Conall Cremthainne | Conall Cremthainne | Conall Cremthainne |        |        | Fiachu | Fiachu | Fiachu | Fiachu | Fiachu | Fiachu |  |  |  |  |  |  |  |  |  |  |  |  |  |  |  |  |  |  |  |  |  |  |  |  |  |  |  |  |  |  |  |  |  |  |  |  |  |  |  |  |  |  |  |  |
|          |          | Conall Gulban     | Conall Gulban | Conall Gulban | Conall Gulban | Conall Gulban | Conall Gulban |  |  | Endae    | Endae    | Endae    | Endae    | Endae            | Endae            |                  |                  | Eogan                  | Eogan                  | Eogan                  | Eogan                  | Eogan                  | Eogan                  |  |  | Coirpre           | Coirpre           | Coirpre           | Coirpre           | Coirpre           | Coirpre           |         |         | Lóegaire             | Lóegaire             | Lóegaire             | Lóegaire             | Lóegaire             | Lóegaire             |  |  | Maine | Maine | Maine | Maine | Maine                 | Maine                 |                       |                       | Conall Cremthainne    | Conall Cremthainne    | Conall Cremthainne | Conall Cremthainne | Conall Cremthainne | Conall Cremthainne |        |        | Fiachu | Fiachu | Fiachu | Fiachu | Fiachu | Fiachu |  |  |  |  |  |  |  |  |  |  |  |  |  |  |  |  |  |  |  |  |  |  |  |  |  |  |  |  |  |  |  |  |  |  |  |  |  |  |  |  |  |  |  |  |
|          |          |                   |               |               |               |               |               |  |  |          |          |          |          |                  |                  |                  |                  |                        |                        |                        |                        |                        |                        |  |  |                   |                   |                   |                   |                   |                   |         |         |                      |                      |                      |                      |                      |                      |  |  |       |       |       |       |                       |                       |                       |                       |                       |                       |                    |                    |                    |                    |        |        |        |        |        |        |        |        |  |  |  |  |  |  |  |  |  |  |  |  |  |  |  |  |  |  |  |  |  |  |  |  |  |  |  |  |  |  |  |  |  |  |  |  |  |  |  |  |  |  |  |  |
|          |          |                   |               |               |               |               |               |  |  |          |          |          |          |                  |                  |                  |                  | Muirdeach              | Muirdeach              | Muirdeach              | Muirdeach              | Muirdeach              | Muirdeach              |  |  | Cormac Caech      | Cormac Caech      | Cormac Caech      | Cormac Caech      | Cormac Caech      | Cormac Caech      |         |         | Lughaid mac Loeguire | Lughaid mac Loeguire | Lughaid mac Loeguire | Lughaid mac Loeguire | Lughaid mac Loeguire | Lughaid mac Loeguire |  |  |       |       |       |       | Fergus Cerrbel        | Fergus Cerrbel        | Fergus Cerrbel        | Fergus Cerrbel        | Fergus Cerrbel        | Fergus Cerrbel        |                    |                    | Ardgal             | Ardgal             | Ardgal | Ardgal | Ardgal | Ardgal |        |        |        |        |  |  |  |  |  |  |  |  |  |  |  |  |  |  |  |  |  |  |  |  |  |  |  |  |  |  |  |  |  |  |  |  |  |  |  |  |  |  |  |  |  |  |  |  |
|          |          |                   |               |               |               |               |               |  |  |          |          |          |          |                  |                  |                  |                  | Muirdeach              | Muirdeach              | Muirdeach              | Muirdeach              | Muirdeach              | Muirdeach              |  |  | Cormac Caech      | Cormac Caech      | Cormac Caech      | Cormac Caech      | Cormac Caech      | Cormac Caech      |         |         | Lughaid mac Loeguire | Lughaid mac Loeguire | Lughaid mac Loeguire | Lughaid mac Loeguire | Lughaid mac Loeguire | Lughaid mac Loeguire |  |  |       |       |       |       | Fergus Cerrbel        | Fergus Cerrbel        | Fergus Cerrbel        | Fergus Cerrbel        | Fergus Cerrbel        | Fergus Cerrbel        |                    |                    | Ardgal             | Ardgal             | Ardgal | Ardgal | Ardgal | Ardgal |        |        |        |        |  |  |  |  |  |  |  |  |  |  |  |  |  |  |  |  |  |  |  |  |  |  |  |  |  |  |  |  |  |  |  |  |  |  |  |  |  |  |  |  |  |  |  |  |
|          |          |                   |               |               |               |               |               |  |  |          |          |          |          |                  |                  |                  |                  | Muirchertach mac Ercae | Muirchertach mac Ercae | Muirchertach mac Ercae | Muirchertach mac Ercae | Muirchertach mac Ercae | Muirchertach mac Ercae |  |  | Túathal Máelgarb  | Túathal Máelgarb  | Túathal Máelgarb  | Túathal Máelgarb  | Túathal Máelgarb  | Túathal Máelgarb  |         |         |                      |                      |                      |                      |                      |                      |  |  |       |       |       |       | Diarmait mac Cerbaill | Diarmait mac Cerbaill | Diarmait mac Cerbaill | Diarmait mac Cerbaill | Diarmait mac Cerbaill | Diarmait mac Cerbaill |                    |                    |                    |                    |        |        |        |        |        |        |        |        |  |  |  |  |  |  |  |  |  |  |  |  |  |  |  |  |  |  |  |  |  |  |  |  |  |  |  |  |  |  |  |  |  |  |  |  |  |  |  |  |  |  |  |  |

| Predecesor: Crimthann mac Fidaig | Rey Supremo de Irlanda FFE 368-395 AFM 378-405 | Sucesor: Nath Í |